# Malcesine

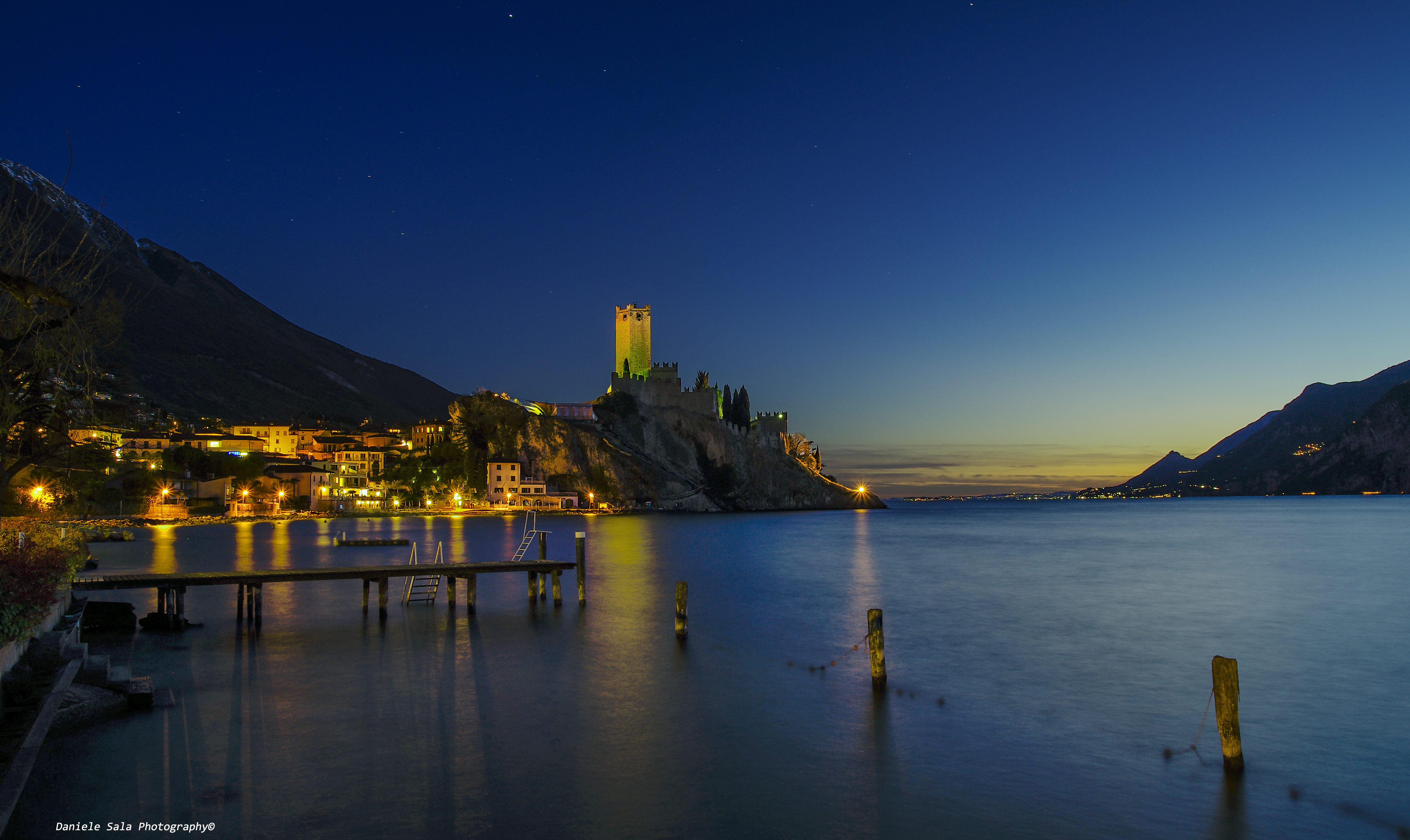
Castello scaligero di Malcesine

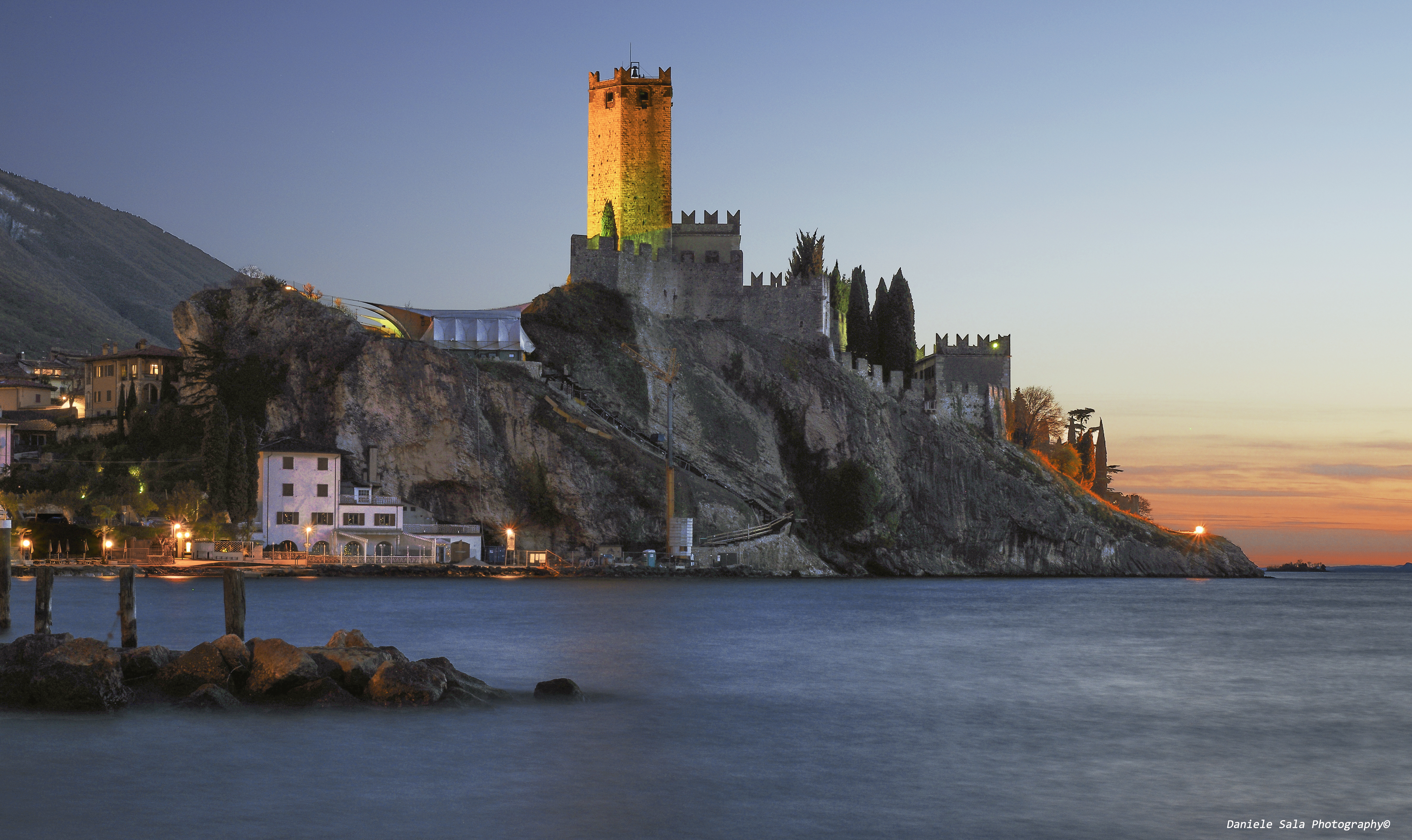
Il castello al crepuscolo

Malcésine (Malsésen in veneto) è un comune italiano di 3 490 abitanti della provincia di Verona in Veneto. Nota località turistica sulla sponda veronese dell'alto lago di Garda, vanta il riconoscimento turistico-ambientale Bandiera arancione conferito dal Touring Club Italiano.

## Geografia fisica

### Territorio
Malcesine dista circa 60 chilometri da Verona. Rispetto al capoluogo è in posizione nord-ovest ed è il comune più a nord della costa veronese del lago di Garda e della provincia stessa.
Il comune confina con altre due regioni, la Lombardia (provincia di Brescia) e il Trentino-Alto Adige (provincia di Trento).
L'area comunale presenta un forte dislivello, in quanto parte dall'altezza del lago (89 m s.l.m.) e arriva sulla cresta del Monte Baldo (2.218 m s.l.m.), coprendo una superficie di 69,29 km². Sul suo territorio, nella frazione di Cassone scorre uno dei fiumi che si possono considerare i più corti del mondo: il fiume Aril, lungo circa 175 metri.

### Geografia antropica
Frazioni
- Navene, divisa in Navene di sotto e Navene di sopra. A Navene si trova la chiesa di Santa Francesca Romana
- Cassone, dove si trova l'Aril, il fiume più corto del Mondo, e la Chiesa dei Benigno e Caro Oratorio di Cassone

Località principali
- Località Campiano 375 m s.l.m.
- Località Campagnola
- Località Val di Sogno dove si trova l'ospedale civile di Malcesine Archiviato il 22 dicembre 2017 in Internet Archive.
- Località San Michele circa 560 m s.l.m.

### Clima
Nel periodo invernale la temperatura rimane quasi sempre al di sopra dello zero, con massimi storici di oltre 20 gradi.  L'estate è calda con temperature che arrivano ai 30° alleviate dai due venti principali, l'Ora che soffia da sud e il Pelèr che soffia in senso opposto e scarsa escursione termica tra il giorno e la notte. Nel complesso il clima è di tipo submediterraneo.

## Origini del nome
La prima comparsa del toponimo risale al 9 settembre 844, quando il termine Manessicelles
risulta nel testamento dell'Arcidiacono Pacifico con il significato, secondo il Borsatti, di
ai sepolcri dei morti: tale significato sarebbe corroborato dal ritrovamento di alcune sepolture in stile etrusco nei dintorni dell'abitato. Nel corso dei secoli si succedono molte varianti documentali: Manascicines (932), Malesicine (1023), Malesisicis (1154), Malesisinum (1159), Malasilice (1225), Malsexeno (1422), Malsesene (1611) per citarne solo alcune riportate dal Maffezzoli. L'etimologia del toponimo è tuttavia incerta, ruotando intorno all'interpretazione di Malae silices o Mala silex come "Pietra ostile" o "Cattiva pietra", riferendosi probabilmente alla morfologia del territorio caratterizzata da monti scoscesi che si elevano sul lago, o come "Cattiva strada selciata" di origini romane.

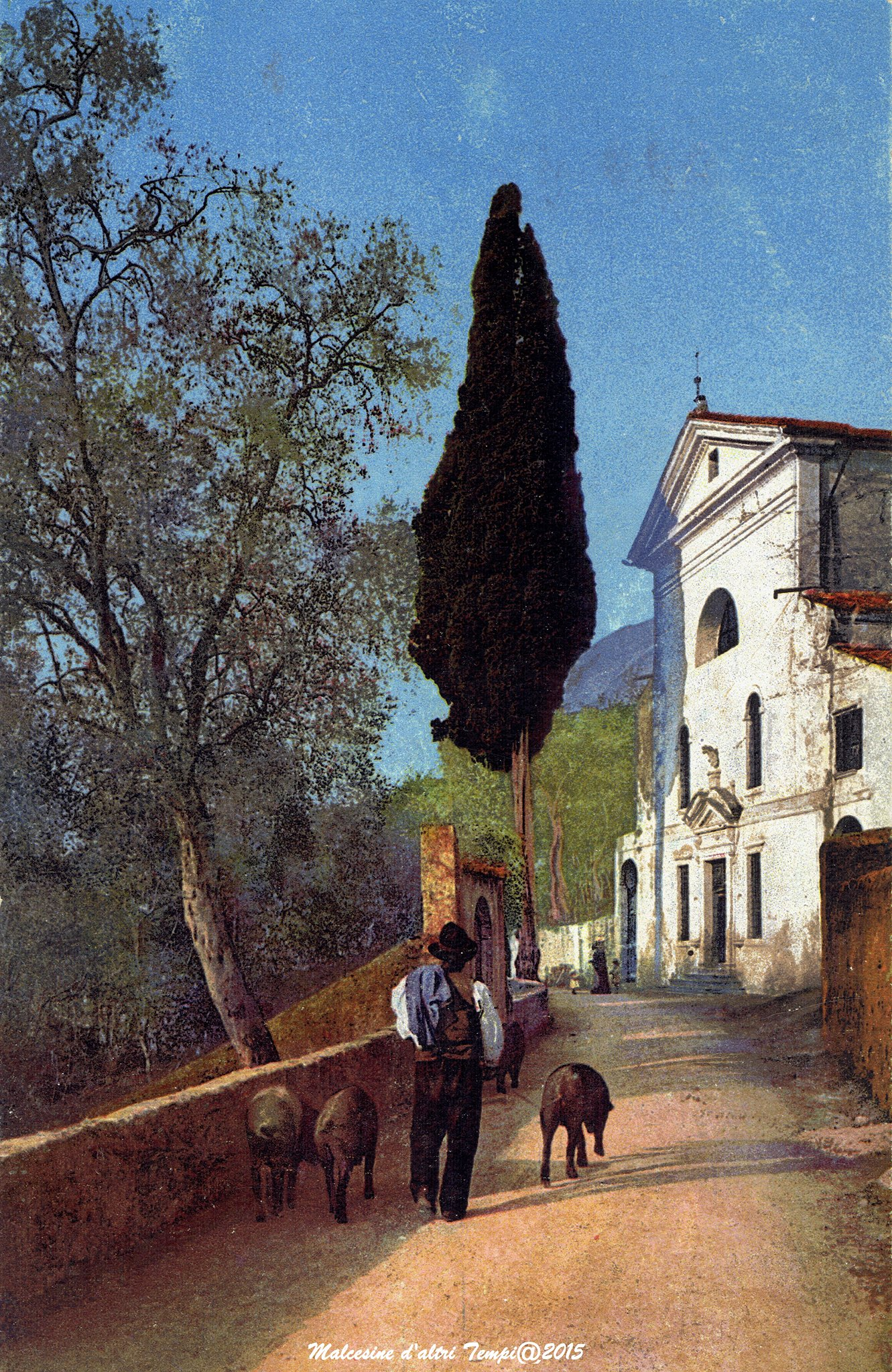
Scorcio d'altri tempi di Malcesine

## Storia

### Storia dello stemma
La comunità di Malcesine ebbe un suo stemma e lo impresse anche su monete di cui facsimili sono impressi sulla campana del castello forgiata nel 1442. È riprodotto a mezzo rilievo sulla serraglia della porta d'ingresso di una casa a Porto Vecchio, oggi Piazza Magenta (1531), e dipinto sopra la nicchia della stessa abitazione nel 1797. Si trova riprodotto, altresì, in pietra sopra la porta maggiore della Chiesa della Madonna della Fontana, ricostruita nel 1600. All'interno della stessa chiesa è riprodotto sul piedistallo della coppa dell'acqua santa. Si trova poi sulla bandiera della Gardesana dell'Acqua custodita nella casa dei Conti Da Lisca. 
È inserito, infine, all’interno della bandiera del comune come testimoniato dai primi documenti ufficiali che attestano l’esistenza, già a partire dal XVIII secolo, di una bandiera del comune di Malcesine a forma di drappo dal colore rosso e contenente il suddetto stemma. La bandiera venne ufficialmente adottata dopo la richiesta nel 1924, anno in cui il comune chiese al capo del Governo di poter usare il proprio stemma legalmente originario, allegando un fac-simile. La Consulta Araldica, vista la richiesta, concesse l'utilizzo con questa descrizione: "di rosso; al castello merlato d'argento aperto e finestrato di nero; sormontato da un mastio pure d'argento, cimato da una bandieruola d'oro svolazzante a sinistra; il castello fondato sopra un monte di verde uscente da una riviera d'argento".
La Consulta Araldica modificò dunque l'originale dello stemma nel modo seguente: 
1. il castello e il mastio incorniciato da un poggiolo sostenuto da mensole e lunette, particolarità non riscontrata in nessun altro stemma.
2. Sopra lo stemma una corona formata da un cerchio aperto con quattro pusterle (tre visibili), con due cordonate a muro sui margini con sopra una cinta aperta da sedici porte (nove visibili) ciascuna sormontata da una merlatura a coda di rondine.
3. Il colore celeste del lago è stato modificato in argento e al posto della frase in latino è stato posto il ramo di alloro e quercia in decusse.[12]

### Epoca preromana
Per comprendere la realtà preromana del territorio del lago di Garda occorre ricordare che il panorama antropologico e archeologico è vario e complesso: tutto il territorio è infatti stato oggetto di intenso popolamento umano, di cui si scorge una certa continuità nel suo sostrato preindoeuropeo (culture terramaricola, villanoviana, etrusca).
Fin dall'antichità Malcesine fu abitata da diversi popoli; probabilmente i primi furono i Libui, discendenti degli Iberi, nel 1500 a.C. circa. Una prova di questi insediamenti è il ritrovamento di tre tombe nel 1924 nel campo Manesch (forse corruzione di Manes – morti), quando vennero scavate le fondamenta per la falegnameria Romani. Le tombe avevano una lunghezza e una larghezza di 0,80 m e un’altezza di 0,60 m. Ognuna di queste tombe era circondata da lastre di pietra e conteneva ossa di individui sepolti in posizione ranicchiata. Delle tombe oggi non rimane sostanzialmente nulla poiché gli sterratori erano interessati solo al reperimento di monete.
Intorno al 1650-1500 a.C. è testimoniato l’uso, in taluni casi, del rituale dell’incinerazione, che andò così ad accompagnare quello dell’inumazione. L’impiego di questo nuovo rituale, nella zona, fu documentato dal ritrovamento di altre nuove tombe, per l’esattezza quattro. Tre di queste tombe erano grandi, circondate da lastre di pietra, e contenevano un individuo disteso – orientato con i piedi a est e il capo ad ovest. Su quale popolo abbia introdotto a Malcesine il rituale dell’incinerazione sono state avanzate varie ipotesi, alcuni paleontologi hanno suggerito che si trattasse di genti venute da settentrione, forse i Centiberi o i Paleoveneti.
A Malcesine fu trovata anche un’antica iscrizione latina che ricordava il rifacimento di un tempio pagano dedicato alla Madre degli dèi e ad Iside. Secondo alcune fonti antichi (tra cui Pausania) il culto della Madre degli dèi si sviluppò in Asia Minore, per la precisione a Meonia. Infatti, il tempio non è una costruzione romana e la dea stessa non è di origini romane poiché il suo culto si incontra in luoghi che solo successivamente passarono sotto il dominio romano. Questo testimonierebbe perciò che l’antica gente malcesinese, che fondò il tempio in onore della dea, doveva avere qualche relazione – più o meno diretta – con la Meonia, relazione che, tra l’altro, avevano anche gli Etruschi i quali, nel corso del tempo, avrebbero dato vita ad una serie di colonie nella zona di Malcesine. L'ipotesi di una presenza etrusca, in realtà, non è unanimemente condivisa, anche se vicino all'attuale castello sono stati ritrovati resti di camere sepolcrali, dall'antico nome Lacaor, cioè "all'altura delle tombe", di tipo etrusco.
Per quanto riguarda i primi insediamenti questi erano ubicati sopra una piattaforma di roccia, naturalmente difesa a nord e ad est, e difesa da una muraglia artificiale a sud e ad est. Questo rendeva l’insediamento inaccessibile ai nemici e favorevole al il controllo del territorio. Uguale usanza di realizzare le abitazioni su alture si trova a Calcata, Orte ed Orvieto, antiche sedi degli Etruschi.
A confermare una possibile presenza etrusca vi sarebbero anche una serie di nomi prettamente ionici – e che esprimono esattamente la natura del luogo a cui sono apposti. Nella zona dell’abitato si incontrano: 
- Malcesine = fortemente seduto; sorge infatti sopra la piattaforma rocciosa di cui sopra accennato.
- P. Sirexina = alla porta comune; sola porta che permette l’accesso all’antico abitato.
- Possa = ai piedi, alle estremità inferiori; corrisponde al quartiere più basso.
- Scaie = occidentale, a sinistra; corrisponde all’estremità occidentale della piattaforma rocciosa.
- Posterna = piede estremo; è il piede della roccia che si tuffa nel lago verso occidente.
- Paina = sotto l’orrido; piaggia sottostante al dirupo.

Nella zona della campagna si trovano: 
- Zopri = all’avanzo del fuoco; è il nome di una località presso un filone di basalto.
- Puri = al fuoco; presso un altro filone di basalto.
- Pisora = alla calma del vento; posizione a meriggio della borgata.
- Panzano = tutto ospitale; posizione a nord-est dell’abitato e pressoché piana.
- Scoraveza = alla terra caduta giù; è un terreno alluvionale, sottostante la cascata di un torrente.
- Caene = al terreno leggero ed elevato; altro terreno alluvionale sul corso del torrente Roina ed è il punto più elevato della campagna tra Malcesine e Navene.
- Orgaa = terra piena d’acqua; luogo ricco di polle d’acqua.
- Navene = alla selva antica (all’inizio della valle selvosa); tale è la posizione di Navene.

Questi toponimi preromani, alcuni dei quali sono stati classificati tali anche dal Dante Olivieri nella sua opera Studi sulla toponomastica veneta, dovettero essere apposti da genti che abitarono in quest’area e che parlavano un linguaggio ionico; e queste genti altro non sarebbero che gli Etruschi.
Molto probabili furono anche i contatti con i Galli cenomani e le popolazioni retiche.

### Epoca romana
Dopo il 225 a.C. e la battaglia di Talamone inizia la "romanizzazione" dell'Italia settentrionale: nel 218 a.C., con la fondazione di Piacenza e Cremona, si ha la creazione delle prime colonie in Italia settentrionale, tuttavia, questo fenomeno di colonizzazione non avrà seguito fino a che non si sarà conclusa almeno la seconda guerra punica. E così, tra 190 a.C. e 179 a.C., i Romani torneranno a inviare nuovi coloni nell’Italia settentrionale, andando a fondare colonie quali: Bologna, Parma, Modena, Aquileia ecc. Inoltre, nel 148 a.C. viene realizzata la via Postumia, strada che collegava Genova ad Aquileia passando per Piacenza e Cremona. Per quanto concerne Verona e il suo territorio – in cui si trovava Malcesine – la storia non fornisce informazioni né sull’epoca né sul modo in cui venne conquistata, per lo meno nella prima fase. Prove più consistenti vi sono solo per la fase successiva, per la precisione al 49 a.C., quando venne istituito il municipium.
Nel corso della seconda metà del I secolo a.C. si definisce progressivamente l'integrazione dei popoli che abitavano i territori veneti, come Cenomani e Veneti, nell'ambito dello stato romano. La romanizzazione fu graduale e intorno al 40 a.C. città come Brescia (Brixia) e Verona ottengono la cittadinanza romana; il territorio del lago di Garda viene diviso in pagi e Malcesine, con Riva e la sponda bresciana fino a Gardone, finiscono in mano alla tribù Fabia. Al termine del I secolo a.C. e fino alla metà del secolo successivo la costruzione della via Claudio-Augusta permette un collegamento efficace tra le città di Verona e Trento (Tridentum) attraverso la Valle dell'Adige, tuttavia la presenza di insediamenti rilevanti in questo periodo è limitata ad alcuni pagi e vici ubicati prevalentemente lungo le coste meridionali del lago (tra Pacengo e Colà, tra Salò e Gargnano, Peschiera, Sirmione).
In questo contesto la presenza romana a Malcesine, probabilmente limitata ad alcune famiglie gentilizie, è testimoniata sia dalla lingua quanto dai monumenti. Questo sarebbe confermato da: alcune voci latine usate tuttora nel linguaggio famigliare, nomi di alcune località, alcune tombe, parecchie monete ed una lapide. 
Voci vive ancora oggi nel linguaggio popolare:
- Avers’éer = l’aria che soffia a sbalzi in diverse direzioni
- Ne gotta = niente
- Ver gotta = qualcosetta
- Non verte = non guarda i nostri affari

Nomi toponomastici:
- Dosso (de) ferri = allo scoglio del ferro; si riferisce ad una località, unità a Zopri, dove vi è un filone di basalto contente ferro.

- Valle del molimen = valle di difficile passaggio; zona sopra Moneghee
- Verdegn = inclinato; sopra Conziol
- Sammasoo = summo manco
- Masota = manso subtus
- Melara = melarium

Le tombe romane rinvenute sono tre, tutte in prossimità dell’attuale centro storico: due di piccole dimensioni, coperte con una tegola, scoperte una nel 1909 in  piazza Statuto scavando le fondamenta del complesso scolastico, l’altra nel 1860 circa a Sammasoo; la terza, di dimensioni normali, fu scoperta nel 1922. Le monete rinvenute al loro interno, insieme ad altre trovate nei dintorni, risalgono ad un periodo tra il I e il IV secolo d.C.
Secondo il Borsatti e il Maffezzoli, a Malcesine era presente, dal 1540 - anno del suo ritrovamento presso la Pieve di S. Stefano - fino al 1700, un'iscrizione romana che ricorda la presenza di un tempio dedicato a Cibele e Iside, due divinità orientali il cui culto era diffuso nell'area geografica dell'Alto Lago, probabilmente irradiatosi dalla Val di Non. Studi di anni recenti attribuiscono la provenienza di tale iscrizione, risalente al I-II secolo d.C. e attualmente conservata nei sotterranei del Museo Lapidario Maffeiano di Verona, alla città di Arco, in provincia di Trento. L’iscrizione recita:
G. MENATIVS G. FILIVS
FAB. SEVERVS FANVM REFE
CIT ET PRONAVM DE SVO FE
G. MENAZIO FIGLIO DI G. DELLA TRIBU’ FABIA
COGNOMINATO SEVERO
RISTORO’ IL TEMPIO E VI FECE L’ATRIO 
Il Maffezoli ha infine avanzato l'ipotesi che la presenza di un tempio dedicato ad Iside sia rafforzata dal ritrovamento a ridosso della casa canonica, nel 1976, di quattro capitelli in pietra serena lavorata, che raffigurano ciascuno cinque flabelli sormontati da volti femminili a loro volta contornati da foglie.
L’esistenza a Malcesine di un tempio pagano – con iscrizione romana – porterebbe ad ipotizzare all’esistenza, in età alto imperiale, di un Vicus costituito da un complesso di case, fondi, poderi e masserie. La coltivazione delle terre veniva affidata ai coloni e ai liberti i quali, durante le loro vicinie (comizi degli abitanti del vicus) eleggevano annualmente il magistrato del luogo, ovvero il magister vici. Il vico Malesisine del 1023, il magister Campi del 1193 e il nome vicinia dato alle adunanze comunali del 1611 sono i rimasugli del vicus malcesinese dell’epoca romana.
A livello religioso, è attestato che il Cristianesimo attecchì – seppur in maniera lieve – anche a Malcesine, forse già dal III secolo d.C. Più certa è la sua diffusione nel IV secolo d.C. All’inizio, per compiere le pratiche religiose, dovettero riunirsi in luoghi privati e solo successivamente, quando anche il loro numero aumentò, tramutarono i templi pagani ad uso cristiano: il tempio della Madre degli dèi, ad esempio, venne convertito al culto del “vero Dio”. Per quanto riguarda le testimonianze fisiche di chiese di epoca romana, tuttavia, non resta nulla di certo. L’antica chiesa dedicata a S. Stefano, che poteva fornire informazioni in tal senso, fu infatti demolita.

### Epoca medievale
Dopo la caduta dell’Impero Romano d’Occidente avvenuta nel 476 d.C. inizia per Malcesine un periodo di invasione da parte dei Barbari. I primi ad arrivare furono gli Ostrogoti guidati dapprima da Odoacre successivamente da Teodorico e da una serie di re ostrogoti, per lo meno fino al 553 d.C. 
Già in questo periodo il territorio di Malcesine apparteneva alla corte del Monastero di San Colombano del Priorato di Bardolino, dipendente dall’Abbazia di San Colombano di Bobbio e del suo feudo monastico. 
L’arrivo dei barbari cambia gli assetti politici ed economici del territorio, infatti, un terzo delle terre finirà nelle mani dei barbari e sarà inserito un magistrato ostrogoto in ogni città. 
Dal 553 d.C. avviene l’invasione degli Alamanni, scesi in Italia per difendere gli Ostrogoti sconfitti da Bellisario e Narsete. Si tratta di due eserciti, sconfitti uno a causa della peste e il secondo per mano del generale di Giustiniano, Narsete. 
Successivamente per circa 13 anni i Greci riusciranno a governare militarmente l’Italia, ribaltando la situazione politica del territorio. Le misure messe in atto permetteranno la formulazione dei diritti dominicali del vescovo di Verona su Malcesine, che durarono quasi per tutto il Medioevo.
Intorno al 568 d.C. scesero in Italia, dalle Alpi, i Longobardi guidati dal re Alboino; questi occuparono l’Italia settentrionale e centrale imponendo i loro ordinamenti politico-militari. Si trattava di un sistema piramidale dove al vertice vi era il re (a cui andava un terzo del bottino), poi vi erano i duchi (che governavano i propri ducati). Questi creavano la propria corte nelle città, suddivise in marche o vici occupate da fare o tribù. Ognuna di queste era governata da un capo (faro o barone). Gli altri vivevano in luoghi sparsi nel bosco del Baldo di cui a volte si riesce a vedere le testimonianze ancora oggi. I luoghi ricercati erano ampi spazi di terra selvaggia dove dedicarsi alla caccia.
I Longobardi verranno spazzati via dai Franchi che arriveranno nel 590 d.C. La loro discesa porterà alla distruzione di molti centri, tra cui Brentonico, Volene ed Ennemase, ritenuto dalle fonti Malcesine. È Paolo Diacono che nella sua descrizione dei castelli distrutti, delinea tale percorso seguendo il corso dell’Adige e, dopo Brentonico e Volene, indica Ennemase che, quindi, corrisponderebbe geograficamente a Malcesine. Questa fonte può essere confermata da un’indagine fonetica secondo cui nel volgo locale Malcesine fosse pronunciata Malsesene. Oggi in realtà vi sono parecchi dubbi secondo cui in realtà Ennemase indicherebbe Castelfeder.
Malcesine dopo il passaggio dei Franchi si trova in uno stato di distruzione, nei suoi scritti Paolo diacono afferma che tutti i cittadini furono ridotti in schiavitù, e che molte strutture furono distrutte, tra cui il castello, probabilmente sede di una tribù longobarda e luogo di amministrazione dei beni del re, che poi divenne proprietà del comune. 
Con Carlo Magno si ha la divisione del territorio in 20 distretti giudiziari, ciascuno dei quali era governato da un giudice, gastaldione o guarda, ed è proprio questo termine da cui deriverà il toponimo gardense. Con la divisione dell’impero di Carlo Magno ai suoi figli, l’Italia passo nelle mani di Pipino, con Verona come sede ufficiale. Secondo alcune fonti che testimoniano la devozione di Pipino verso S. Benigno, al fine di salvare la sua anima, si attesta che il re si recò spesso a Malcesine. 
In questo periodo verrà eretta la cosiddetta chiesa di S. Stefano, attorno alla quale nascerà la leggenda della Merla, che bloccò il passaggio a S. Benigno nel viaggio verso la deposizione delle ossa di S. Zenone. Oggi la leggenda è ricordata attraverso la presenza di una merla in metallo fuso. Nonostante i documenti testimonino la sepoltura di S. Benigno nella chiesa di S. Stefano (IX secolo d.C.), della struttura che doveva trovarsi nella zona dell’attuale parrocchia non si conosce nulla.
Con la morte di Carlo Magno nel 814 inizia un periodo di scontri per Malcesine. Si documenta un periodo in cui duchi, conti e baroni prendono possesso dei castelli ed entrano in competizione con i proprietari dei castelli dei territori vicini. Gli scontri nascono tra veronesi e popoli del lago, i primi in svantaggio marittimo chiedono aiuto ai veneziani da cui ottengono soldati e maestri navali, aggiudicandosi la vittoria dello scontro. Le fonti riportano che in questo periodo la rocca di Malcesine, che era stata distrutta dai Franchi nel 590, era stata riedificata. Berengario I, infatti, lo conferma in un documento in cui nomina la “corte nostra Meleto”, ed è chiaro che la presenza di una corte presuma la presenza di un castello. Poco successiva è l’invasione degli Ungari, che con i loro saccheggi costrinsero Berengario alla costruzione di rocche e fortificazioni. 
Con il passaggio al feudalesimo si ha la concentrazione del potere nelle mani del re e dei suoi vassalli feudatari. I vescovi ottennero dai regnanti il dominio sul demanio. Nel 928 il vescovo di Verona, Notkerio, dispose alle pertinenze di Malcesine di stabilire il dazio nella zona tra Fossalta e Navene e le legò alla chiesa di Verona. 
Un documento testimonia che nel 1023: signore di Malcesine era Giovanni, vescovo di Verona quindi colui che esercitava ordinariamente la giurisdizione civile; vicedomino era il sacerdote Bruno che aiutava il vescovo; camerario era Pietro, diacono che teneva un registro delle rendite; canevario era Zusto, colui che pagava gli impieghi. Inoltre, è attestato che anche a Malcesine esistevano uomini liberi, consorti, servi e famuli, come si legge da tre documenti datati tra 993 e 1023. 
Malcesine, che si trova sotto la signoria del vescovo, gode di indipendenza e “maggior civiltà” e nel 1145, con la protezione del pontefice sul vescovo di Verona (e quindi su Malcesine), lascia intuire che il popolo malcesinese divenne ora un popolo libero, che si elevò ad uno stato di comune indipendente. Malcesine si trovava inoltre in una posizione di supremazia rispetto a tutto il lago, lo dimostra, ad esempio, la consuetudine di nominare un malcesinese come primo capitano del lago e il riconoscimento dalla Repubblica Veneta nel riscuotere il dazio. 
Durante il periodo di Enrico II il territorio gardense e il Benaco si trovavano nelle mani di Tadona, padre dell’allora vescovo di Verona, e rimasero nelle mani della famiglia dei vescovi che giurarono di non cederlo mai alle mani del Barbarossa. Con la pace di Costanza del 1183 furono confermati diritti e libertà che il comune si era lentamente conquistato. Fu concesso da Federico di battere moneta, di avere pascoli pubblici, la pesca nei fiumi e nei laghi e, infine, fu mantenuta la giurisdizione civile e criminale. Al vescovo di Verona furono riconosciuti i diritti civili sulla provincia e su Malcesine e fu negata la costruzione di fortezze a Malcesine, Brenzone o in altre frazioni senza la disposizione del vescovo. I documenti del tempo dimostrano come le case fossero divise in tre rioni: la rocca o castello, la villa di sopra o superiore, la villa di sotto o platea (probabilmente il luogo delle adunanze consigliari).
Nel 1277 con Alberto della Scala capitano generale del Comune di Verona, Malcesine si trova sotto il dominio degli Scaligeri. Malcesine ottenne così diversi privilegi, tra cui l’esenzione dagli oneri sia reali, sia personali, imposti o da imporsi dal comune di Verona. Nel 1387 Gian Galeazzo Visconti duca di Milano, mosse guerra ad Antonio della Scala, assalito dal capitano Ubaldini. Il Visconti prese tutte le fortezze del lago, tra cui Malcesine, dominandola per circa 17 anni. 
Nel 1404 il Carrarese, signore di Padova, dominò Verona e quindi Malcesine; si tratta di un periodo piuttosto corto in quanto nel 1405 i comuni del lago si posero tutti sotto il dominio della repubblica Venezia. 
È di questo periodo l'istituzionalizzazione della Gardesana dell'Acqua, una suddivisione del territorio gardense in distretti che risale alla dominazione viscontea e che conferma gli antichi statuti di epoca Medievale con cui si reggevano le varie comunità della sponda veronese del Garda. Si tratta di una sorta di confederazione costituita dai vicariati di Torri, Garda, Lazise, Villafranca, Valeggio, Monzambano, Bussolengo, Cavaion, Caprino, Preabocco, Cisano, Castelnuovo, Cavalcaselle, Custoza, Salionze, Sirmione, Sandrà, Albarè, Fornello, Affi-Incaffi-Gaion e Pastrengo. 

### Età moderna
Nel 1517 la Gardesana si scinde in Gardesana della Terra e Gardesana dell'Acqua: quest'ultima si presenta come un organismo sovracomunale stabilmente costituito in forma di circoscrizione di tipo fiscale. Comprendeva i vicariati di Brenzone, Pai e Malcesine a nord, Torri, Albisano, Garda, Costermano al centro, Lazise, Cisano e Bardolino a sud. I comuni che facevano parte della Gardesana dell'Acqua eleggevano 18 consiglieri che si riunivano due volte l'anno a Torri; il consiglio era presieduto dal Capitano del lago, che abitualmente risiedeva a Malcesine e veniva eletto ogni cinque anni. La Repubblica di Venezia attribuiva grande importanza alla Gardesana, che era intesa come strumento di controllo e di gestione fnanziaria del lago. Il consiglio generale aveva il compito di mantenere la pace, raccogliere dazi per Venezia, mantenere le barche e i porti del lago, agire per la difesa del territorio, mantenere i privilegi e richiedere imposte straordinarie.
Dal 1797, a seguito dei trattati di Campoformio prima e di Luneville (1801), il territorio malcesinese passa sotto la giurisdizione napoleonica fino al 1815 quando, con la Restaurazione, insieme al regno Lombardo-Veneto, entra a far parte dell'Impero Austriaco. A partire dal 1866, con la III Guerra d'indipendenza, Malcesine diventa italiana.

### Goethe e l’arresto a Malcesine
Nell’autunno del 1786 Johann Wolfgang von Goethe intraprese il suo primo viaggio in Italia. Dopo aver visitato Trento e Rovereto, il 12 settembre si fermò a Torbole per poi raggiungere Malcesine in barca. Qui, colpito dalla bellezza del Castello Scaligero, sostò per redigere uno schizzo della fortificazione. Colto dalle autorità veneziane nell’atto di abbozzare il disegno, il poeta fu fermato e tratto in arresto con il sospetto di essere una spia austriaca:

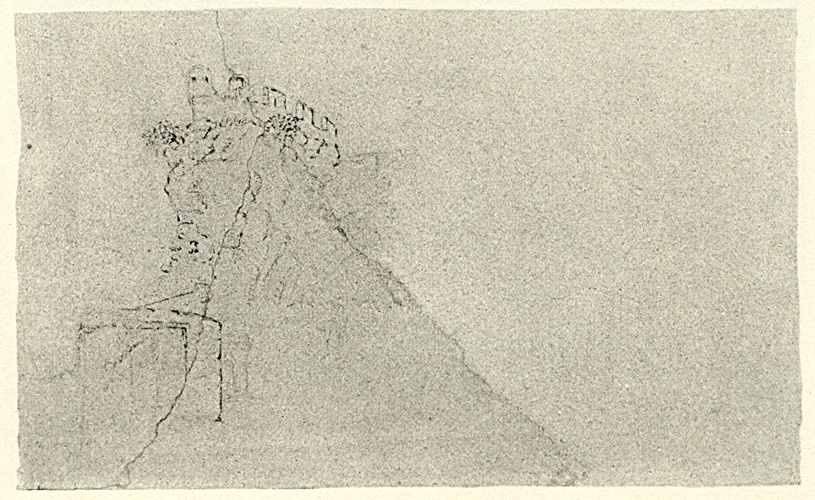
Vista del Castello Scaligero in un disegno di Goethe

Confermata la sua identità lo scrittore fu poi rilasciato e, nonostante la disavventura, decise di posticipare la sua visita a Verona e di trattenersi a Malcesine anche il giorno successivo, affittando una stanza affacciata sul lago alla locanda Aquila Nera, che oggi porta il nome di hotel San Marco. A ricordare questo breve ma accidentato soggiorno sul lago di Garda, oltre alle pagine dell’opera Viaggio in Italia, che Goethe pubblicò nel 1816 al termine del suo Gran Tour italico, a Malcesine sono state apposte due targhe, una indicante il luogo in cui il poeta sostò per disegnare e l’altra che segnala l’albergo nel quale egli alloggiò le notti del 13 e 14 settembre. Nel 2004, inoltre, il Comune di Malcesine, avvalendosi della collaborazione del museo “Casa di Goethe” di Roma, ha dedicato al poeta tedesco una sala del castello che tanto lo affascinò e che oggi, per omaggiarne il passaggio, custodisce su una delle sue terrazze un busto in bronzo con l'effigie del suo volto.
Lo scrittore Raffaello Brenzoni commenta così il ritrovamento del disegno:

### Il mistero di Klimt a Malcesine
Nell'estate del 1913 Klimt giunse sul Lago di Garda. A quel tempo, il lavoro di Klimt era cambiato, forse un po' più cupo. Impossibile non ridurre la creazione di ogni artista al proprio tempo e alla propria esperienza: all'inizio del 1900 fu rifiutato dall'Università di Vienna per i dipinti allegorici, per lui molto importanti. Non ha fornito l'interpretazione normativa prevista.
Nel 1913 Klimt non era più nell'età d'oro del fregio del palazzo della Secessione di Vienna. L'era del motto "Ogni epoca è la sua arte, e l'arte è la sua libertà" è finita. Ormai lontano dalla creazione del movimento separatista che nacque con altri artisti nel 1897, da quel momento in poi Klimt si concentrerà maggiormente sui ritratti di alte dame viennesi, in particolare quelle appartenenti a ricche famiglie ebraiche. Allo stesso tempo, si concentrò su paesaggi e vedute di giardini, abbandonando l'Art Nouveau.
A partire dai primi anni del '900, Klimt e la sua famiglia trascorsero spesso lunghe vacanze estive al lago Attersee; qui l'artista si dedicò alla pittura di paesaggi e ancora paesaggi. Contrariamente alla sua abitudine, nel 1913 decise di recarsi sul Lago di Garda con la madre e le sorelle da luglio a settembre. In un primo momento si era pensato che alloggiasse a Tremosine dell'Hotel Morandi, dove ancora oggi è conservata una targa commemorativa ma, in realtà, secondo le pubblicazioni di Paul Bocaforio avvenute in questi anni, è stato riscontrato che avrebbe alloggiato presso Case Marche nella campagna di West Inner, a sud del paese. Il ritrovamento è correlato a una lettera e ad altre testimonianze scritte dalla sorella di Klimt a suo figlio Hermann. Questa fu l'unica vacanza che il pittore fece all'estero, e scelse il Lago di Garda.
Le sue opere caratteristiche durante il suo soggiorno in Italia riguardano paesaggi, che non sono affatto realistici, infatti, anche se raffigurano soggetti concreti, non sono dei paesaggi reali quanto piuttosto dei paesaggi dell'anima. Klimt di solito iniziava ad eseguire questi lavori all'aperto, spesso con l'ausilio di un binocolo, per poi finirli nel suo studio. Si tratta di quadrati, delicati e immobili, che rappresentano l'osservazione della natura, libera da ogni ideologia.

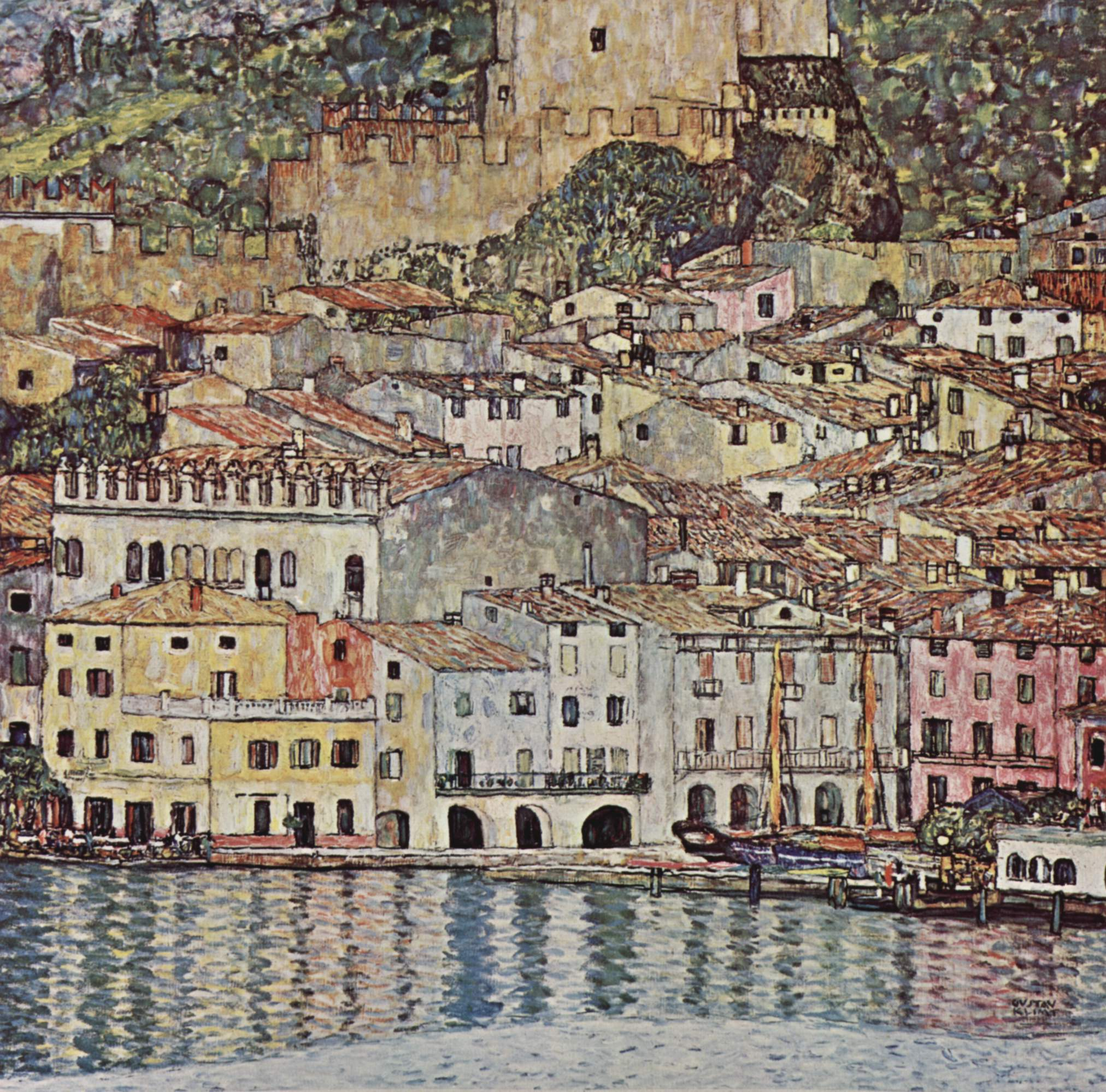
Klimt - Malcesine am Gardasee

Durante il suo soggiorno dipinse tre quadri: 
- Malcesine am Gardasee, il quadro misterioso
- Kirche in Cassone ora in una collezione privata di Graz
- Italienische Gartenlandschaft ora esposto nella Kunsthau in Svizzera a Zug[38]

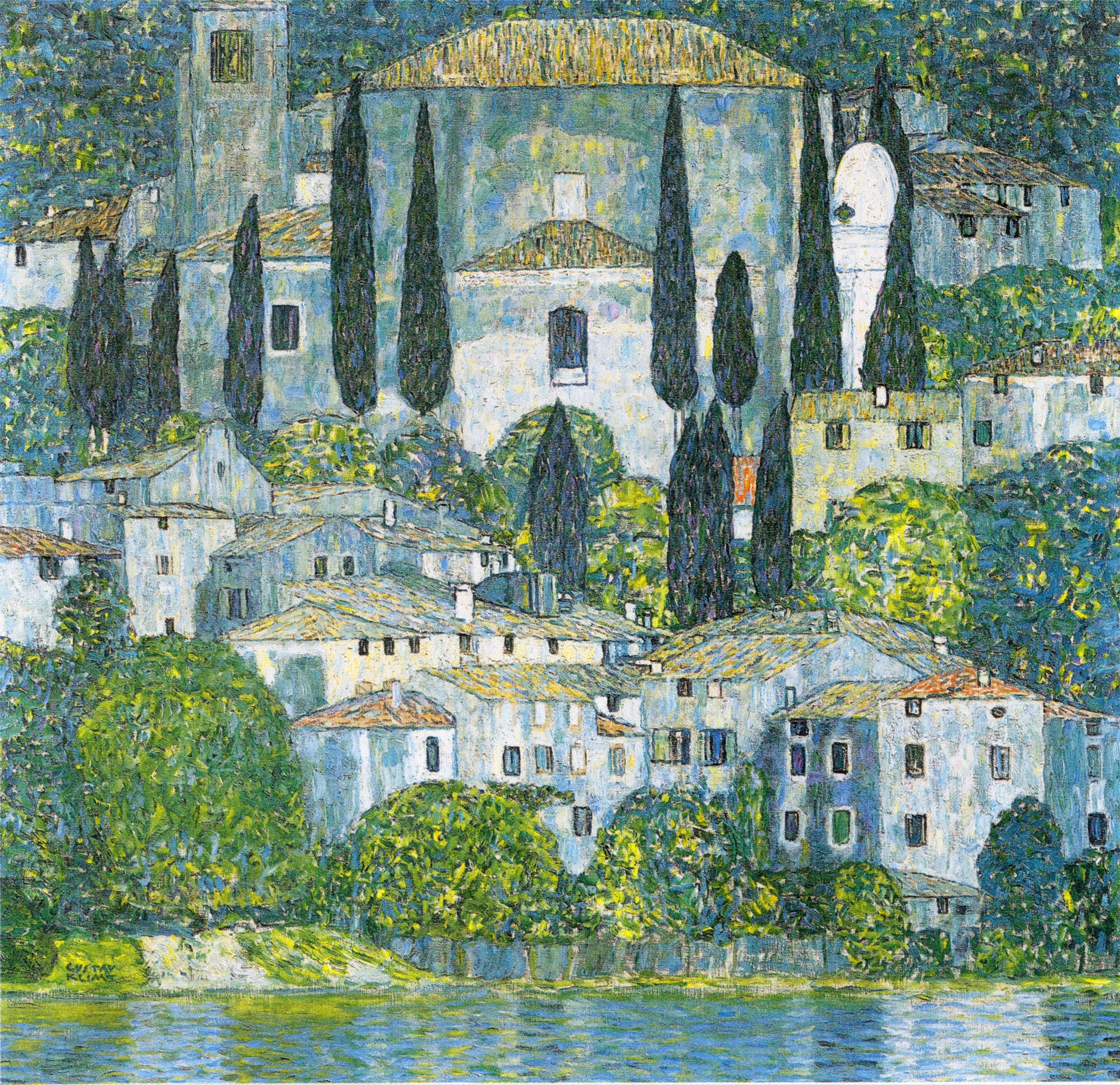
Klimt - Kirche in Cassone

Un denso mistero è associato al primo dipinto - il più venerato e noto - di cui esistono, ancora oggi, alcune fotografie. Secondo i documenti storici, Malcesine am Gardasse e Kirche in Cassone furono acquistate dall'amico di Klimt, Victor, un membro della famiglia Zukkander. Victor era un imprenditore di successo che gestiva uno dei più importanti complessi industriali ed apparteneva a una ricca famiglia ebrea viennese che per molti anni ha dominato la scena culturale della città. Aveva un forte interesse per l'arte ed era disposto ad acquistare oggetti da collezione raffinati. Victor conservò i dipinti di Klimt fino alla sua morte nel 1927.
Successivamente, dopo varie vicende, il dipinto è entrato nella Collezione Lederer, considerata la più grande collezione di dipinti di Klimt. Il proprietario era un grande industriale, sposato con un'ebrea, e Klimt era un assiduo frequentatore della casa. Probabilmente, le tracce del dipinto sono scomparse poco dopo la sua incorporazione nell'impero nazista.
Fino a poco tempo fa si pensava che il primo dipinto fosse stato distrutto nel famigerato incendio del castello di Immendorf l'8 maggio 1945, quando le SS decisero di trascorrervi la notte e appiccare il fuoco all'intera serie di Lederer. Ad oggi è stata avanzata l'ipotesi che il dipinto sia stato trafugato e possa essere ancora in circolazione. Questo dipinto di Malcesine, infatti, non figurava in catalogo, ma suscitò il grande interesse del governatore nazista di Vienna Von Schilach.

## Monumenti e luoghi d'interesse

### Architetture civili
- Palazzo dei capitani: si trova nei pressi delle rive del Lago di Garda e ospita oggi la sede del Municipio e della biblioteca. Nella posizione in cui si trova oggi l’edificio è possibile individuare numerosi resti di epoche diverse. In ordine cronologico: i primi resti risalgono all’epoca romana, i secondi corrispondono alla fase di dominazione degli Scaligeri (tra il XIII e il XIV secolo). Successivamente l'edificio andò distrutto a causa di un disastro non precisato, probabilmente un terremoto o un incendio. Solo nel XV secolo l’edificio appare completamente ricostruito e, sulla base di atti di compravendita datati al 1477, aveva già assunto l’aspetto attuale in stile gotico-veneziano. Lo stile fu voluto dalla famiglia Miniscalchi che, acquistato l’edificio nel 1473 da Francesco Mercanti, incaricò un architetto non noto, probabilmente appartenente alla scuola lombardesca-veneziana, per apportare modifiche all’edificio. Le trasformazioni riguardano sia all’esterno con la facciata in stile gotico-veneziano, sia all’interno con l’ampliamento del salone e l’inserimento all’interno di esso di ricche decorazioni ed affreschi tra cui gli stemmi della famiglia Miniscalchi e, dopo il matrimonio nel 1488 tra Alessandro Miniscalchi e Ginevra Londron, anche quello della signoria trentina dei Lodron. La proprietà rimase della famiglia Miniscalchi fino al 27 settembre 1618, quando venne acquistato, su invito della Serenissima, dalla città di Verona per essere adibito a dimora del Capitano del Lago. Il Palazzo rimase con tale funzione fino alla caduta della Repubblica Veneta quando divenne proprietà del Comune di Malcesine che lo fece dichiarare, nel 1902, monumento nazionale insieme al Castello. In questo lungo periodo di proprietà di Verona, il Palazzo subì numerosi lavori di rifacimento, tra i quali anche quelli in seguito ai gravi danni subiti da un improvviso turbinio il 30 luglio 1754. Ulteriori lavori sono stati eseguiti nel biennio 1929-30 per un restauro generale del complesso - specie della parte pittorica.
- Ospedale di Malcesine: già Istituto di Chirurgia Ortopedica, iniziò la sua attività alla fine degli anni '40 come centro di riabilitazione dalla poliomielite per il Ministero della Salute, utilizzando una villa (di fronte al lago) acquistata all'epoca dalla Croce Rossa Italiana. Successivamente è stata acquisita un'altra villa, a ridosso della Strada Statale Gardesana al piano superiore, dove è stato poi insediato il Centro di Riabilitazione Poliomielite ed è stata realizzata una nuova struttura, mentre la villa sul lago è stata adibita a reparto di chirurgia ortopedica. La direzione della Croce Rossa Italiana, sotto la direzione dell'allora professoressa Tarcisio Marega, ha raggiunto un alto grado di specializzazione con risonanza nazionale attraverso molti anni di attività prevalentemente incentrate sulla patologia della poliomielite. A metà degli anni '70, alla vigilia della prima grande riforma sanitaria, il periodo iniziò a declinare lentamente fino al decennio '83/93, sia dal punto di vista immobiliare, che in uno stato di abbandono delle strutture e di aggiornamenti tecnologici. In questo periodo non è stato effettuato nessun intervento, nemmeno di manutenzione ordinaria o straordinaria. Nel 1995, in occasione dell'apertura del parziale riordino del padiglione A, venne ideato il primo incontro sotto gli auspici della Regione Veneto, ULSS 22, Comune di Malcesine, con il determinante contributo dell'AIDM legalmente costituito, e poi lo stesso anno l'incontro, svoltosi nel mese di ottobre, aveva l'obiettivo di analizzare la situazione attuale e le prospettive future dell'Ospedale di Malcesine, e sulla base delle esigenze riabilitative dei pazienti con disturbi del movimento in generale, e della poliomielite in particolare.[39]
- Monumento ai caduti - colonna di Colbertaldo Vittorio (XX sec.). In Piazza d'Oro Felice Nensi si trova un monumento con piedistallo marmoreo. Al centro della facciata, sulla parte sporgente del plinto, si trova una vasca per fontana. C'è una base ornata con tre stemmi e un gargoyle a forma di animale nasconde la bocchetta della fontana. È sormontato da una colonna liscia con croce in bronzo traforato. Alla base della colonna vi sono due conci marmorei con iscrizioni.[40]
- Monumento ai caduti ad ara di Ettore Fagiuoli (post 1945). Davanti a piazza Statuto, tre grandi iscrizioni in marmo bianco, incorniciate e alternate a semicolonne in marmo rosso di Verona, poggiano su plinti a gradini. Alla targa centrale è fissato un altare con iscrizioni in marmo bianco, incorniciato da due semicolonne. Dritto: coppia di cippi con aquile di bronzo. La parte inferiore del monumento è una colonna lineare mista con iscrizione sul fregio, che termina in una modulazione a spirale che si dipana sui gradini. Sopra vi è un altare in pietra decorato con motivo a ghirlanda, fregio parietale ea zigzag, collegato al plinto da una doppia scalinata.[41]
- Municipio con monumento ai caduti per la patria (1925-1926). Monumento a blocco con motivi decorativi alla sommità e lungo il fronte ovest. Sul retro è strutturalmente collegato al muro di contenimento, che perimetra Piazza Statuto, da una scala a due rampe laterali e simmetriche rispetto al medesimo patto d’arrivo/struttura della loggia in muratura continua, archivoltata al piano rialzato e al piano primo. Pilastri e colonne di cesura, solaio tra i due piani.

### Architetture militari

#### Castello scaligero

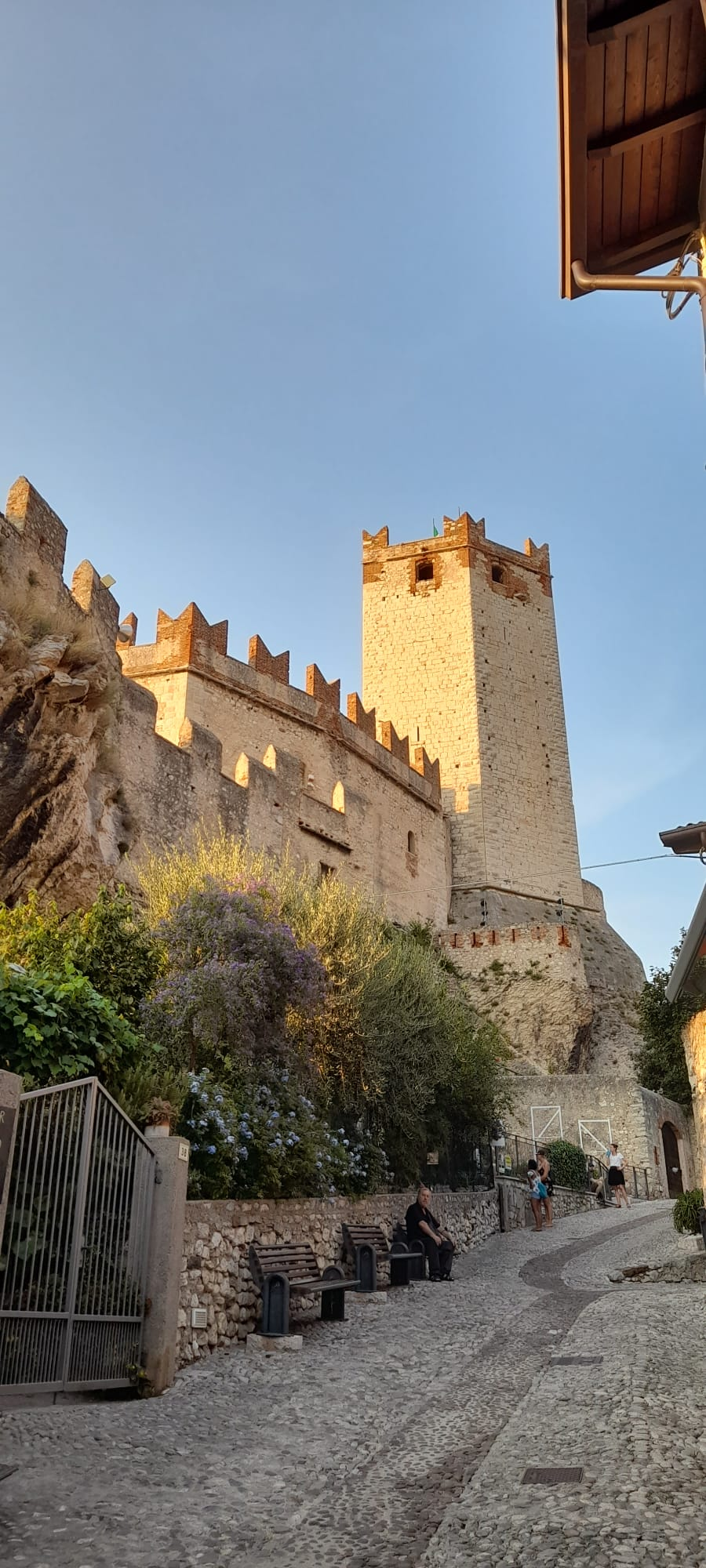
Castello scaligero di Malcesine

Il castello scaligero è un castello medievale collocato lungo la costa del lago di Garda. Sebbene le sue origini risalgono all'età longobarda, la sua denominazione deriva dal fatto che esso fu residenza degli Scaligeri tra il XIII e il XIV secolo. 
Per via della sua posizione strategica nella difesa del lago e della città di Malcesine, il castello nel corso dei secoli è passato nelle mani di Longobardi, Franchi, Scaligeri, Veneziani, Visconti, Francesi ed Austriaci.
La sua fama è correlata all'avventura di cui fu protagonista Goethe che nel 1768, in occasione del suo Gran Tour in Italia, tentò di ritrarlo ma venne scoperto dalla guardie che minacciarono di arrestarlo con l'accusa di essere una spia. Oggi all'interno del castello si trova la cosiddetta sala di Goethe, dove sono esposti i suoi disegni del Lago e del castello. 
Il castello, inoltre, è stato più volte inserito nei castelli più belli e meglio conservati d'Italia.
Oggi il castello è sede sia del Museo di Storia naturale sia del cosiddetto Lacaòr (teatro all'aperto) dove si tengono spettacoli, concerti ed eventi.

### Architetture religiose
- Chiesa di Santo Stefano Protomartire - VIII secolo: La chiesa sembra risalire all'epoca carolingia ed è qui che si dice siano stati sepolti i due eremiti Santi Benigno e Caro, noti alla storia per aver eseguito il trasporto del corpo di San Zeno nella nuova basilica che a Verona era stata allora eretta in suo onore. Di questa chiesa primitiva non ci sono resti; è attestato solo che essa sorgeva sul luogo dell'attuale parrocchiale e che subì un primo restauro nel 1313 dall’arciprete Gregorio per ordine del vescovo Tebaldo II. Nel 1385 fu costruito il portico della canonica, tuttora esistente. Da principio la Pieve possedeva 21 benefici, che nel 1440, dal pontefice Eugenio IV, furono ridotti a 6. Il 26 marzo 1514 vi predicò il rinomato padre dell’ordine dei Frati minori, Berdardino da Feltre, e vi fondò le Confraternite del SS. Sacramento e dei SS. Benigno e Caro. Nel 1729 la chiesa fu demolita dal padre olivetano Mauro Gilardi e, grazie alle elemosine dei parrocchiani, iniziarono a costruire l'attuale. Il 26 agosto 1766 fu demolito il vecchio altare maggiore e fu costruito il presente nello stesso luogo. Un ducale da Venezia, in data 17 settembre 1768, ordinava che tutti i religiosi aventi cura d’anime e residenti fuori del loro convento dovessero ritornarvi entro 6 mesi. Dietro a tale ordine il 7 marzo 1769 i padri olivetani lasciarono la parrocchia, e questa venne affidata alla cura dei sacerdoti secolari, i quali vi durano tuttora. Durante la vigilia di Natale del 1796 si aggiunse all’altare maggiore il trono marmoreo per esporvi il SS. Sacramento. Nel 1869 venne allargato il piazzale della chiesa, asportato il terreno dell’antico cimitero, e vestita con forma architettonica la facciata della chiesa. Tredici anni dopo le fu aggiunto il basamento e raddrizzati i gradini. Nel 1907 si eresse il nuovo altare della Madonna Addolorata e il vecchio complesso passò nella cappella della SS. Trinità. Nel 1913 venne finalmente decorata dagli artisti Trentini e Castagna. Al suo interno sono conservate numerose opere d'arte, tra cui la bellissima Deposizione di Cristo di Gerolamo dai Libri, già nella chiesa di Santa Maria in Organo a Verona[43].
- Chiesa di S. Maria di Navene - XI secolo: Il sito è collocato a 5 km a nord del capoluogo. Il nome di Navene è preromano. Verosimilmente deriva dal greco antico “naf ene”, che significa «al principio della valle selvosa». è situato ai piedi di una grande vallata vestita di dense boscaglie; e siede presso le rive del lago. Lo si ricorda in più documenti dell’XI sec. a motivo del ripatico, assegnato alla chiesa di Verona. Fu testimone al passaggio di truppe nel 1284, quando gli Scaligeri occuparono i castelli di Arco e di Riva; nel 1438 quando il Gattamelata furtivamente dal bresciano si ritirò nel veronese; nel 1509 quando Massimiliano d’Austria invase tutta la riviera baldense; nel 1701-1702 quando i Galli-Ispani tentarono di impedire la discesa in Italia ai Tedeschi, in occasione della successione spagnola; nel 1915-18 quando divenne linea di frontiera. La prima sua memoria si trova in un documento del 5 agosto 1659, in cui si parla dell’apertura della strada in riva al lago. La navata è coperta dall‘imbotte nascente dal cornicione sostenuto da lesene, ed ha i lati sfondati da due cappelline. L’altare maggiore, di stile barocco, è realizzato a stucco, con due colonne grandi lisce e due piccole a spirale. Ai fianchi dell’altare due porte conducono nel coro. Gli altari delle cappelline sono in marmo. La facciata è semplice: due paraste ai lati, un cimitero triangolare, una finestra semitonda in alto, due quadrate ai fianchi della porta rettangolare sagomata e tre gradini esterni. Durante la guerra 1915-18 venne adibita ad uso profano e fu molto deturpata. Il piccolo campanile a vela, colpito da una scheggia di granata, crollò da una metà . Fu riparata, ritinta e riconciliata per le Rogazioni del 1919[44].
- Chiesa II dei SS. Benigno e Caro Oratorio di Cassone - XV secolo: L'edificio religioso è situato nella frazione di Cassone, località appartenente al comune di Malcesine. La chiesa viene ricordata per la prima volta in documenti ufficiali risalenti al 1494 ed è ricordata nella visita pastorale il 9 ottobre 1532, dove è detto che “ivi stette per 38 anni circa il F. Giacomo di Val Camonica dell’ordine dei conventuali di San Francesco”. Il campanile quadrato fu innalzato intorno al 1700. La facciata è semplice in ogni sua parte. Questo luogo sacro servì di parrocchia dal 24 febbraio 1567 al primo gennaio 1762,  oggi svolge la funzione di oratorio, durante la Prima guerra mondiale fu adibito ad uso profano[45].

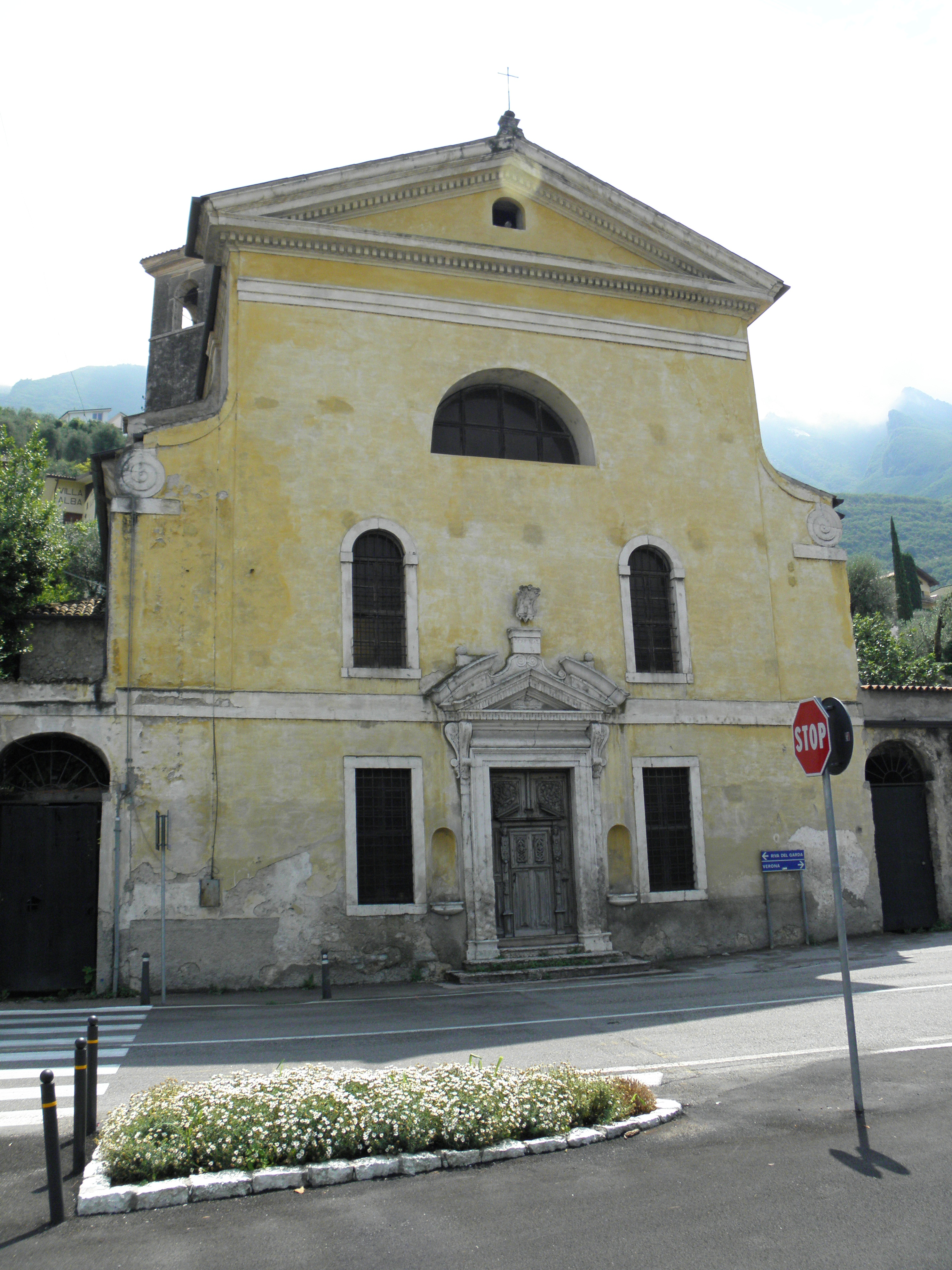
Chiesa di Madonna della Fontana

- Chiesa di Madonna della FontanaChiesa della Madonna della Fontana - XVI secolo: Il nome di questa chiesa deriva dalla presenza in mezzo al pavimento, sotto una pietra, di una polla d'acqua cui sono stati attribuiti effetti prodigiosi. Nel XVII sec. per la grande affluenza dei devoti la chiesa fu ingrandita e trasformata. Nell’atto costitutivo della cappellania comunale della Madonna della Fontana,  scritto il giorno di giovedì 1 febbraio 1626, da Gianfrancesco Rotari, cancelliere della curia vescovile, si legge il titolo di “Miracolosa Vergine Maria chiamata della Fontana”. La facciata è liscia. Termina con un cornicione sormontato da un frontone a croce ferrea. Nella metà superiore si apre una finestra semitonda, sotto cui, fuori dalle sue estremità, due finestre lunghe e arcuate. Nella metà inferiore altre due lunghe e rettangolari. L’interno ha una sola nave (9X18) coperta da imbotte, con piccola sezione a spicchi verso l’altare maggiore, ove si apre un finestrone semirotondo. Il basamento, i capitelli delle paraste, il cornicione, tutti in pietra statuaria, corrispondono armonicamente a tutto il complesso[46].
- Chiesa di S. Marco evangelista - XVI secolo: La chiesa non esiste più. Sorgeva sulla collina omonima, tra Cal e Polpere, a mezza strada da Malcesine a Navene. Non è noto esattamente a quando risalga la costruzione anche se, la sua struttura romanica sembra renderla piuttosto vecchia. La ricordano le visite pastorali del 1529, 1532 e quella del 1595, quando venne interdetta. Fu visibile fino al 1915, quando era adiacente ad una casa padronale. I muri, composti di piccole pietre comuni, collocate senza rigorosità in linea orizzontale, racchiudevano un’area di 7 x 10 m, coperta con tetto a due spioventi. Il Iato orientale conteneva l’abside, avente i fianchi formati con pietre squadrate. Oltre l’altare maggiore esistevano altre quattro mense disposte simmetricamente, due per lato. Presso la porta, a destra di chi entrava, era infisso il lavello dell’acqua lustrale. La facciata, semplicissima, conteneva una finestra crociforme, quadrilobata, sopra la porta, e due altre più piccole ai lati della medesima. Le pareti laterali non davano alcun varco alla luce. Tutto l’edificio ora è trasformato in abitazione, e la parte del tetto verso sera ridotta in belvedere[47].
- Chiesa dei Ss. Nicolò e Rocco presso la piazza del Porto - XVII secolo: Il complesso fu fabbricato poco prima del 26 dicembre 1647 da Giorgio Zorzi.  La chiesa ha una sola navata coll’imbotte tagliata da un arco in dirittura delle due lesene ai lati dei gradini delle balaustre, che mancano. L’altare, aderente al muro di fondo, porta due colonne e due cariatidi, e nell’attico lo stemma della famiglia. La tela, d’autore ignoto, rappresenta S. Nicolò vescovo di Bari, protettore dei naviganti, S. Antonio di Padova e S. Rocco, protettore contro la peste. La parte del volto sopra l’altare e l’altare stesso sono ornati da stucchi e pitture, eseguiti da Bernardino Casari, artista di qui. Nel mezzo del pavimento presso la porta giace la sepoltura di famiglia, coperta da una pietra lavorata a mezzo rilievo con una cornice all’intorno che chiude lo stemma ornato col cappello di protonotario apostolico e l’iscrizione riportata in Appendice. La chiesetta non ha un tetto proprio, perché sostiene locali di proprietà privata. Il campaniletto è a vela, cioè un semplice muricciolo traforato da un arco, coronato da piccoli merli e croce in vetta. La facciata è semplice: un cornicione sorretto da due paraste e sormontato da attico triangolare, una finestra semi rotonda e una porta rettangolare sagomata[48].

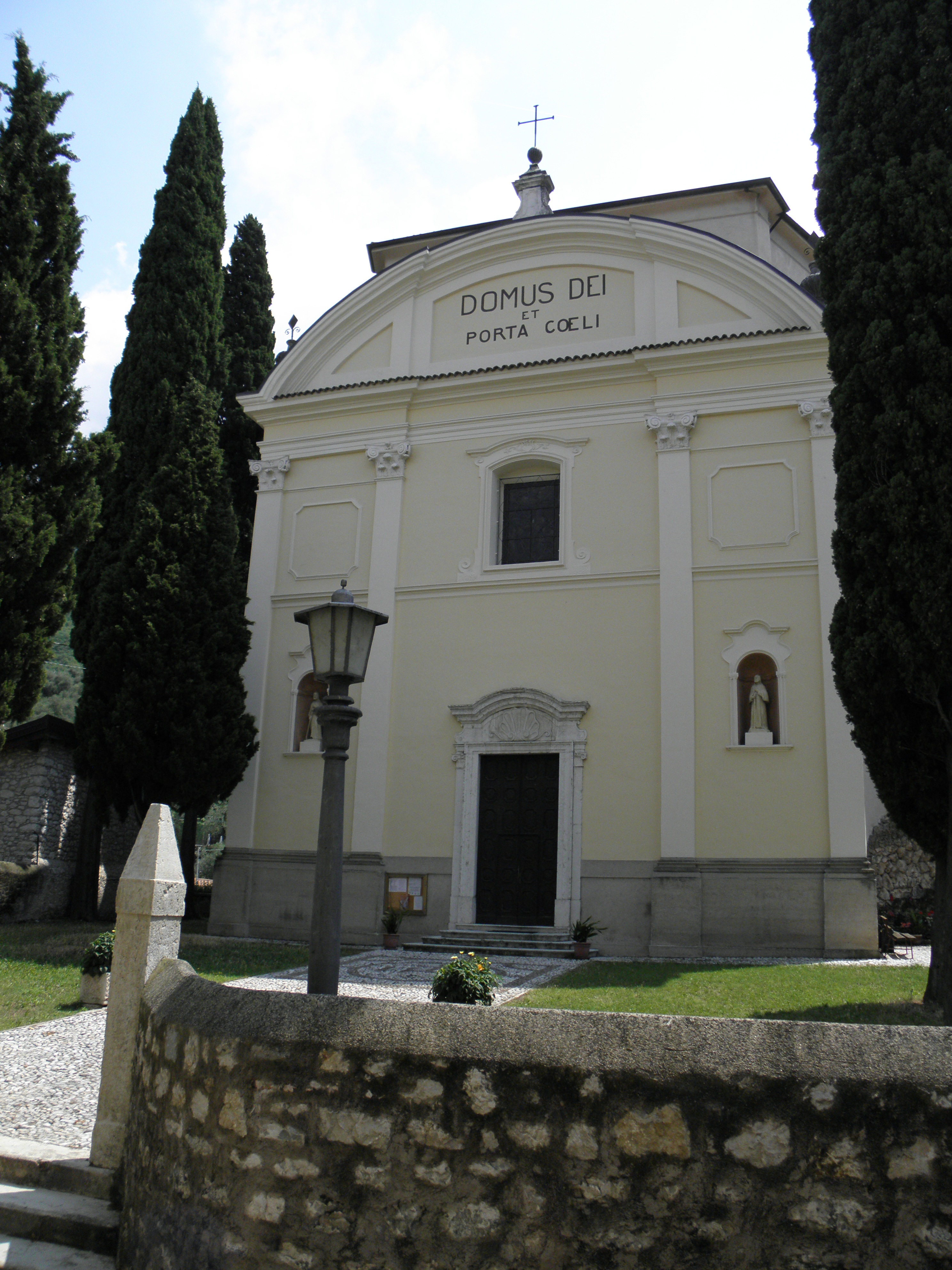
Chiesa dei SS.Benigno e Caro

- Chiesa dei SS. Benigno e Caro, detta della Disciplina - XVIII secolo: La chiesa nacque come cappella soggetta alla pieve di S. Stefano in Malcesine. La prima citazione diretta risale al 1494, ma è molto probabile che la sua origine sia da collocare al XIII o al XIV sec. L’erezione in Parrocchia risale al 24 febbraio 1567. Nel 1760 ebbe compimento la costruzione della nuova parrocchiale dei SS. Benigno e Caro, l’attuale; la sede parrocchiale fu trasferita nel nuovo edificio. La vecchia chiesa divenne cappella ad essa soggetta[49].Chiesa dei SS.Benigno e CaroChiesa di San Michele - La chiesa di S. Michele è citata per la prima volta (come chiesa di S. Angelo) nel 1159 nel breve di Papa Adriano IV come cappella soggetta alla pieve di S. Stefano in Malcesine. Nel XVI sec. risulta priva di reddito e non officiata in quanto ricettacolo di animali. Chiusa al culto per decreto napoleonico nel 1797, nel 1908 fu restaurata e rinnovata nelle forme attuali. Esternamente si presenta con semplice facciata a capanna rivolta ad occidente. Torre campanaria addossata al fianco settentrionale della chiesa (a lato dell’abside antica). Impianto planimetrico ad unica aula rettangolare di modeste dimensioni, con altare addossato alla parete di fondo. I prospetti interni, semplicemente intonacati e tinteggiati, sono cinti perimetralmente da una cornice sommitale decorata con un motivo ad archetti ogivali pensili. L’aula è coperta da una controsoffittatura piana ornata verso l’intradosso con decorazioni a tempera. Copertura a due falde con strutture lignee portanti e manto in coppi di laterizio. La pavimentazione è realizzata in piastrelle quadrate di cemento di colore bianco e grigio[50].

### Siti archeologici
- Sito di Campo Maneschi - Sito Eneolitico con evidenze di sepolture preistoriche. Nel 1924 furono scoperte tre tombe in seguito ad uno scasso edilizio in Campo Maneschi, situato sulla sinistra della via che conduceva al Cimitero vecchio, alla profondità di circa 1.50 m. Le tombe, distanti l'una dall'altra 4-5 m, erano costituite da sottili lastre di pietra e misuravano in lunghezza e in larghezza circa 80 cm e in altezza circa 60 cm. Ciascuna conteneva i resti di un inumato in posizione rannicchiata. All'interno erano presenti dei pezzi di pietra ed in una anche delle conchiglie. I materiali furono dispersi dagli scavatori. Le scarse notizie disponibili permettono un generico inquadramento tra il Neolitico e l'età del Rame (metà V - fine III millennio a.C.).[13]
- Grotta di Malcesine - seconda età del ferro. Si tratta di una grotta a 1000 m s.l.m. Sulle pareti della grotta è stata identificata una iscrizione reto-etrusca attribuibile alla tarda età del ferro.[51]
- Sito plurifase che ha restituito un'arma (Neolitico - Bronzo antico) e un'epigrafe (romana). Al Museo di Riva è conservata una punta di freccia in selce rinvenuta nel 1969 a circa 200 m sopra la spiaggia, verso Torbole, in terreno di riporto. La punta di freccia, a ritocco bifacciale con breve peduncolo, è tipologicamente attribuibile al tardo Neolitico - Bronzo Antico (fine IV - inizi II millennio a.C.). Sempre dallo stesso sito proviene una lastra di marmo rosa locale, con dedica alla Mater Deum e ad lsis, in onore delle quali C. Menatius Sevenis, della tribù Fabia, costruì un tempio e vi aggiunse un pronao.[51]
- Sito di Panzano - età romana medio imperiale. Si ha notizia del rinvenimento in data e circostanze ignote di una moneta di bronzo dell'imperatore Alessandro Severo (222-235 d.C.) nel parcheggio vicino all'attuale stazione della funivia (un tempo casino Lombardi).[51]
- Sito di Piazza Statuto - età romana medio imperiale. Nel 1909 durante lo scavo per le fondamenta del vecchio edificio scolastico, appena sopra la piazza, venne in luce una piccola tomba coperta da laterizio o tegola romana. Si ha inoltre notizia che nella piazza stessa, un tempo chiamata Campo dell'Ora, nel costruire il monumento ai Caduti inaugurato nel 1926, fu trovata una moneta in rame, probabilmente dell'imperatore Massenzio (306-312 d.C.).[51]
- Sito di Viale dei Cipressi - sepoltura di età romana. Si ha notizia del rinvenimento, lungo la via tra la chiesa e il cimitero, di una tomba (di tipo non precisato), contenente una lucerna non bollata.[51]
- Ex Chiesa dei Santi Nicolò e Rocco - XVII secolo. Nella zona sono stati effettuati tre saggi che confermano la presenza ininterrotta della pavimentazione originale della chiesa, la quale è costituita da una fascia perimetrale in rosso ammonitico delimitante un campo di quadri alternati di ammonitico rosso e bianco, posti su linee diagonali rispetto alla fascia perimetrale. Solo nell’area del presbiterio la pavimentazione risulta assente, verosimilmente per la presenza della parte di soprelevazione dell'altare. Nei saggi sono state riscontrate tutte quelle attività di modifica come demolizioni di murature e di elementi architettonici attuate dopo la sconsacrazione dell’edificio. Le indagini non hanno portato alla luce tracce che possano comprovare la presenza di frequentazioni antiche in deposizione primaria o secondaria. I sondaggi eseguiti sono caratterizzati dalla totale assenza di manufatti che possano contribuire alla datazione dell’edificio o al reintegro architettonico.[51]

### Luoghi di interesse paesaggistico
- Parco della Villa Haberlain - 1880-1930. Il parco presenta una ricca vegetazione arborea che crea un paesaggio molto suggestivo. L'edificio, in muratura, è costituito da due avancorpi disposti simmetricamente. Al piano terra presenta una serie di loggiati.[52]
- Parco della Villa Stadelman[53]
- Parco della Villa Pariani - 1910. Edificio in muratura con annessa una torretta.
- Malga Tratto Spino di Sotto. La malga si colloca a m 1443 s.l.m. e copre una superficie di 57 ettari.
- Malga Tratto Spino di Sopra. La malga si colloca a m. 1729 s.l.m. e copre una superficie di 58 ettari.
- Malga Colma Zocchi di Sotto. La malga, a m. 1351 s.l.m., è situata in uno splendido contesto paesaggistico, dalla casara si apre una magnificente pista sulla Valle degli Archetti coronata sullo sfondo dalle Laste di Toghe, il Monte Altissimo di Nago e la Corna Piana.
- Malga Colma Zocchi di Sopra. La malga si colloca a m. 1644 s.l.m. e copre una superficie di circa 107 ettari.

- Spiagge. In pieno centro, o a poca distanza, si trovano numerose spiagge, sia pubbliche che private. La spiaggia cittadina per eccellenza è la Spiaggia di Paina, che inizia a nord del castello, a soli 100 metri dal centro storico, e si estende fino all’attacco dei traghetti in zona Rettilineo; è una spiaggia libera, con un’unica zona a pagamento. L’altra spiaggia del centro storico è la Spiaggia di Posterna, piccola ma molto caratteristica per la sua posizione a ridosso del Castello. Spostandosi a sud del centro si incontra la Spiaggia del lungolago e da quest’ultima, nei giorni di secca del lago, è possibile raggiungere a piedi l’Isola del Sogno (entrambe spiagge libere). Proseguendo oltre si arriva a Cassone, dove è possibile trovare una spiaggia a nord e una a sud del centro storico. Procedendo invece in direzione nord, a soli 3 km dal centro di Malcesine, si trovano: la Spiaggia di Campagnola, la più grande della zona, e la Spiaggia di Navene.[54]

## Società

### Evoluzione demografica
Abitanti censiti

## Cultura

### Eventi caratteristici
Nel periodo estivo vi è una vivace attività culturale con numerosi concerti presso il Teatro Lacaor (suggestiva arena naturale ai piedi del Castello Scaligero) e mostre di pittura e scultura.
- Il 26 luglio, in occasione della festa di Sant'Anna (24 luglio), a Malcesine si commemorano i santi Benigno e Caro, compatroni del paese, con una processione religiosa. La sera si festeggia sulla spiaggia di Paina dove è organizzata la Festa di Sant'Anna con cibo e musica e, infine, una coreografia di fuochi d'artificio sul Castello Scaligero di Malcesine accompagnati da musiche.[56]
- Nel mese di febbraio si tiene, nella chiesa parrocchiale, il tradizionale Triduo: tre giorni di preghiera per le anime del purgatorio. Nell'occasione viene montata un'imponente scenografia con centinaia di candele e viene eseguito dal coro "Cima Valdritta", il Miserere mei Deus di Lorenzo Perosi, ormai parte della tradizione del triduo Malcesinese.
- Concorso internazionale per cori di voci bianche. Concorso per cori di voci bianche organizzato ad anni alterni su base nazionale e internazionale dall'associazione il Garda in coro al quale partecipano i migliori gruppi italiani e stranieri.[57]

### Gastronomia
La polenta carbonera è un piatto tipico della gastronomia della Valle del Chiese, una tradizione che arriva anche a Malcesine attraverso il monte Baldo. Si tratta di un piatto sostanzioso che nasce dalla necessità dei contadini di consumare gli avanzi dei formaggi. Nella variante malcesinese si tende a utilizzare l’olio di oliva (che è un prodotto locale) al posto del burro.

### Il capitello che rappresenta la merla
Le sponde del lago, soprattutto della sua parte settentrionale, vantano una lunga tradizione di eremitaggi: basti pensare ai santi Benigno e Caro, che eressero a loro dimora un antro posto a 834 metri di altitudine, sotto le vette del Baldo. Attorno a questi eremiti, il cui culto è ancora molto sentito sull’alto lago veronese, fiorirono numerose leggende, che spesso si confondono con la storia.  Infatti, in un manoscritto conservato presso la Biblioteca Capitolare di Verona, dell’anno 807, si legge che il vescovo Ratoldo e il re franco Pipino, volendo traslare il corpo di San Zeno dall’antica chiesa alla nuova basilica, e non trovando in città nessuno degno di tale incombenza, mandarono dei messaggeri sul monte Baldo per convincere Benigno – Caro era solo il discepolo di quest’ultimo – a venire a Verona per spostare le reliquie del santo. L’eremita, udita l’ambasciata, non perse tempo e prese la strada della pianura, ma, poco sotto l’eremo, proprio sull’orlo della valle, una merla, nella quale si nascondeva il demonio, sbattendo le ali e svolazzando gli davanti, cercava di impedirgli di proseguire. Benigno allora le ordinò di immobilizzarsi e di stare in tale posizione fino al suo ritorno. E così fu. Il ricordo di ciò, un capitello che rappresenta appunto una merla, si trova ancora adesso sul luogo del presunto incontro, lungo il sentiero sul bordo della valle. Giunto in città, Benigno, assistito dal vescovo e dal re, pose le ossa di San Zeno nel sarcofago e poi se ne tornò a casa. Poco prima di arrivare all’eremo, trovò la merla morta: addolorato, per averne causato seppur inconsapevolmente la morte, si inflisse un severo digiuno di quaranta giorni. Secondo la tradizione Benigno e Caro morirono lo stesso giorno, il 26 luglio 808, ed ora i loro corpi riposano nella Parrocchiale di Malcesine. Ancora adesso, ogni anno, in autunno, questi santi sono ricordati con due feste distinte, una da parte degli abitanti di Malcesine ed una da parte di quelli di Cassone. Famosi eremiti furono pure sant’Ercolano, sulla sponda bresciana, e il beato Pietro Malerba a Torri, mentre romitori si trovavano anche in luoghi poi divenuti meta di pellegrinaggi, come il santuario della Madonna della Corona, sul monte Baldo, e quello di Montecastello, nel comune di Tignale.

## Sport

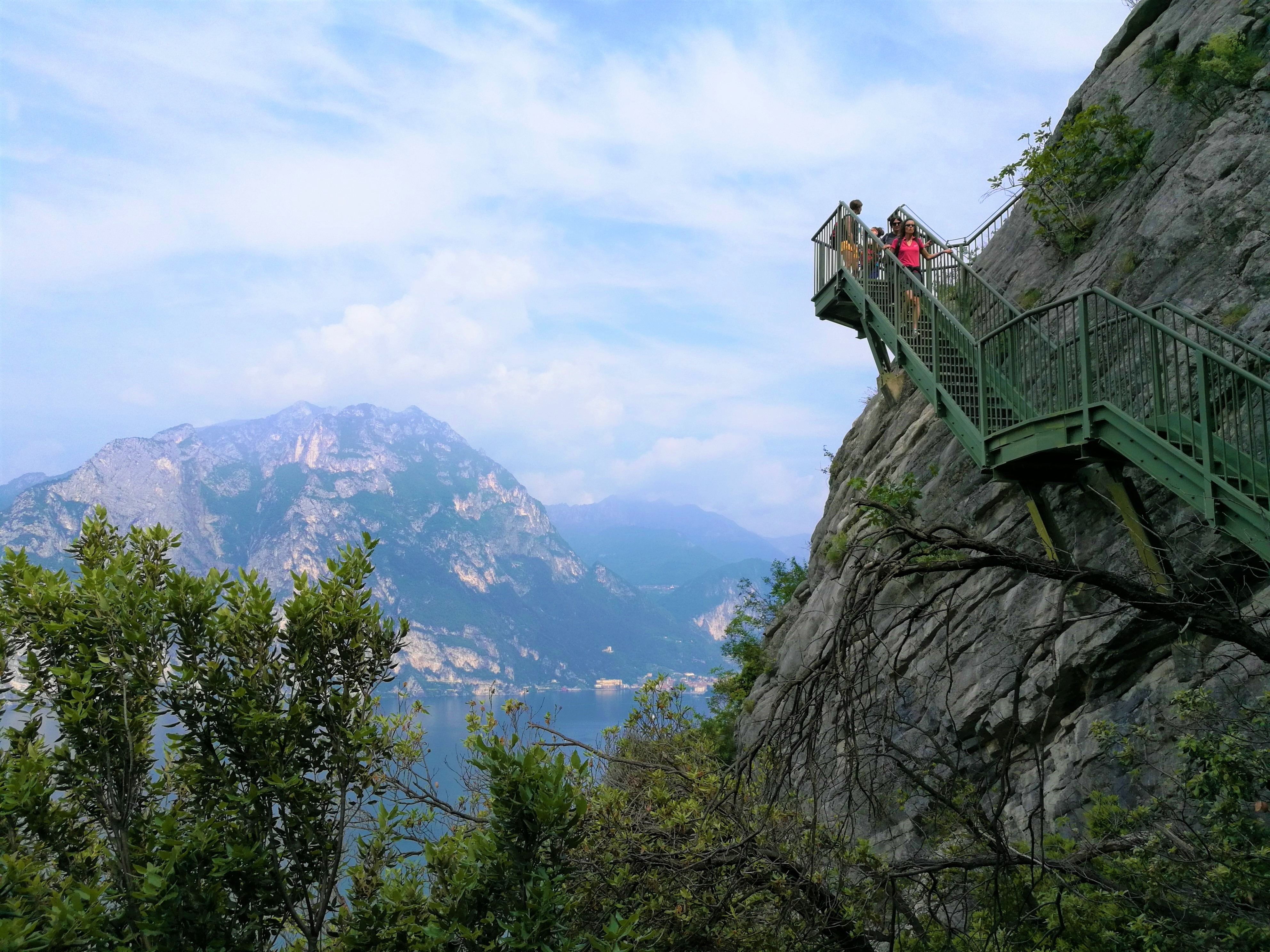
Sentiero Busatte Tempesta

A Malcesine si praticano molte attività sportive legate al territorio e all'ambiente naturale, tra cui alcune non convenzionali. Lo sport più rappresentativo e praticato da tempo è la vela, perché il lago di Garda, in particolare alle latitudini più settentrionali, presenta condizioni di vento favorevoli e costanti: al mattino infatti soffia il Pelér da nord e al pomeriggio l'Ora da sud. La vela agonistica sul Garda è fortemente legata al territorio. Ben quattro sono stati i cittadini Melsinei a partecipare ai Giochi Olimpici in questa disciplina: Flavio Scala e Mauro Testa (classe Star Olimpiadi di Monaco 1972), Roberto Benamati (classe Star Olimpiadi di Barcellona 1982), Michele Marchesini (classe Finn Olimpiadi di Atene 2004).
Malcesine è stata sede nel 2011 e nel 2013 di una tappa del Red Bull Cliff Diving, campionato mondiale di tuffi da grandi altezze.
Malcesine è anche sede italiana per i piloti di parapendio che praticano l'acrobazia vista l'alta quota sul lago che permette di effettuare le manovre acrobatiche in totale sicurezza.
Le condizioni climatiche sono perfette non solo per la vela ma anche per fare windsurf e kitesurf e questo ha portato all’apertura di scuole e servizi specifici per chi vuole praticare questi sport. Proprio a Malcesine nel 1976 ha aperto la prima scuola di windsurf d’Italia. 
Nella zona sono presenti sia percorsi per gli appassionati di mountain bike sia percorsi più rilassanti per le vie ciclabili della costa. Tra i percorsi per mountain bike si ricordano in particolare:
- Malcesine – Monte Altissimo di Nago
- Anello delle Calchere Malcesine
- Eremo di San Benigno e Caro – Cassone – Malcesine

In città, o nelle immediate vicinanze, si possono fare passeggiate o trekking più impegnativi. Il percorso a piedi più noto è il sentiero panoramico che unisce le località di Tempesta e del Parco delle Busatte: la prima si trova a circa 7 km da Malcesine, la seconda si trova invece più a nord, a meno di 2 km dal centro di Torbole. Questo sentiero lineare si estende lungo le montagne a ridosso dell’Alto Garda. In larga parte il percorso si svolge su apposite scalinate, tutte esposte, che contano in totale 400 scalini. 
Malcesine è una delle poche località sciistiche del lago di Garda. Le piste da sci sul Monte Baldo comprendono piste per principianti, tracciati di media difficoltà e un paio di discese impegnative. Le piste raggiungibili in funivia da Malcesine sono quelle di Prà Alpesina, in località Passo Tratto Spino; gli impianti a quota più alta si trovano invece in località Ortigaretta alla Costabella e raggiungono i 2053 m.

## Economia
L'economia è prevalentemente turistica con presenza di attività agricola legata in particolare alla produzione di olio di oliva, e di allevamento.
La coltivazione dell’olivo è da molti secoli una delle attività principali di Malcesine. Il Garda orientale risulta infatti una delle più importanti aree di produzione olearia dell’alto medioevo, anche in virtù delle donazioni di terreni che gli enti ecclesiastici ottengono dall’autorità imperiale allo scopo appunto di coltivarli: si trovano attestazioni di oliveti a partire dal IX-X secolo e si registra un crescente interesse per l’olivicoltura. Ad esempio, nel 993 gli affittuari del monastero di S. Zeno si impegnano a piantare ogni anno 24 piante di olivo a Malcesine, a fornire uomini per la raccolta e ad assicurare il trasporto dell’olio fino a Bardolino lungo il lago. È da ricordare che la destinazione principale dell’olio d’oliva nel medioevo era quella di tenere accese le lampade dell’apparato rituale delle chiese, assicurandone l’illuminazione: l’olio d’oliva era infatti ritenuto l’unico combustibile degno di questi luoghi sacri. L’uso sacramentale dell’olio è confermato anche dalla confezione di olii sacri per battesimo, cresima, estrema unzione e ordinazione sacerdotale. L’utilizzo alimentare era diffuso quasi esclusivamente tra i ceti signorili.
A partire dalla seconda metà del XX secolo con la diffusione dell’attività turistica, il conseguente abbandono dell’attività prevalentemente agricola, e l’eccessivo costo della manutenzione dei campi coltivati, delle piante e della raccolta delle olive, la quantità di olive molite e di olio prodotto è significativamente diminuita.
Una volta gli olivi erano alti 8-10 metri e la raccolta avveniva esclusivamente con l’uso dello scalino e di attrezzi manuali. Oggi le piante sono state abbassate a 5-6 metri per favorire una raccolta più semplice e veloce con l’uso di agevolatori e raccoglitori a batteria. Inoltre la comparsa di numerose malattie dell’olio, la principale delle quali è la mosca olearia, ha compromesso negli ultimi anni il raccolto e la conseguente produzione e messa alla vendita di olio extravergine. Il responsabile di questa malattia è un insetto che in condizioni climatiche ad esso favorevoli, ad esempio temperature miti in inverno e molto umide in estate, danneggia il frutto in fase di maturazione. Infine a causa di un’intensa speculazione edilizia sono stati tagliati molti olivi passando da un totale di 70.000 olivi degli anni 80-90 a circa 50-55.000 dei nostri giorni. La media di olive molite nell’ultimo decennio è di circa 5.000 quintali all’anno, con picchi di 7000-7200 negli anni migliori, a 2.000 in quelli più problematici.

## Amministrazione
| Periodo        | Periodo        | Primo cittadino       | Partito                                         | Carica                  | Note                                          |
| -------------- | -------------- | --------------------- | ----------------------------------------------- | ----------------------- | --------------------------------------------- |
| ottobre 1987   | giugno 1989    | Vittorio Dapretto     | Indipendente                                    | Sindaco                 | Sospensione del consiglio                     |
| giugno 1989    | settembre 1989 | Gabriele Marra        |                                                 | Commissario prefettizio | [ 63 ]                                        |
| settembre 1989 | novembre 1994  | Fabio Furioli         | Partito Socialista Italiano                     | Sindaco                 | [ 64 ]                                        |
| novembre 1994  | luglio 1997    | Fabio Furioli         | Lista civica                                    | Sindaco                 | Dimissioni                                    |
| luglio 1997    | novembre 1997  | Gigliola Gabos        | Lista civica                                    | Vicesindaco             | [ 66 ]                                        |
| novembre 1997  | maggio 2002    | Giuseppe Lombardi     | Lista civica                                    | Sindaco                 | [ 67 ]                                        |
| maggio 2002    | maggio 2007    | Giuseppe Lombardi     | Lista civica                                    | Sindaco                 | [ 68 ]                                        |
| maggio 2007    | maggio 2012    | Valente Chincarini    | Lista civica                                    | Sindaco                 | [ 69 ]                                        |
| maggio 2012    | febbraio 2015  | Michele Benamati      | Lista civica "Progetto Malcesine"               | Sindaco                 | Dimissioni della metà più uno dei consiglieri |
| febbraio 2015  | maggio 2015    | Anna Grazia Giannuzzi |                                                 | Commissario prefettizio |                                               |
| maggio 2015    | maggio 2018    | Nicola Marchesini     | Lista civica "Nuova Malcesine"                  | Sindaco                 | Deceduto durante il mandato                   |
| maggio 2018    | maggio 2019    | Claudio Bertuzzi      | Lista civica "Nuova Malcesine"                  | Vicensindaco reggente   |                                               |
| maggio 2019    | In carica      | Giuseppe Lombardi     | Lista civica di centro-sinistra "Per Malcesine" | Sindaco                 |                                               |

## Infrastrutture e trasporti

### Strade statali
Il comune di Malcesine è attraversato, da sud a nord, dalla ex SS249 Gardesana Orientale, arteria che collega tutte le località rivierasche della sponda veronese fino a Riva del Garda (TN).

### Autostrade
I caselli più vicini al comune sono quelli di Affi-Lago di Garda sud (35 km) e di Rovereto sud-Lago di Garda nord (25 km), entrambi posti sulla A22 del Brennero.

### Navigazione
A Malcesine sono presenti 2 imbarcaderi per il servizio di Navigazione. Il primo a Malcesine centro, attivo da Marzo a Novembre, da dove partono giornalmente battelli, aliscafi e da Maggio a Settembre il traghetto che collega Malcesine a Limone. Inoltre nella località Retelino è presente il secondo imbarcadero, attivo da Maggio a Settembre, per il trasporto autoveicoli tra Malcesine centro e Limone.